# 3 Grupa Armii (Francja)
3 Grupa Armii – francuska grupa armii  walcząca w kampanii roku 1940. Początkowo zajmowała pozycje w południowej części Linii Maginota. W jej składzie walczyła między innymi polska 2 Dywizja Strzelców Pieszych.

## Formowanie i walki
3 Grupa Armii utworzona została 3 września 1939 z zadaniem obrony rubieży od Selistat w Alzacji do przełęczy Col de la Tucile. Do końca maja 1940 pozostawała w obronie, a następnie została włączona do 2 Grupy Armii.
Po klęsce w Belgii i Flandrii odtworzono grupę z zadaniem obrony obszaru od Sommy do dolnej Sekwany i Paryża. W wyniku kolejnej operacji zaczepnej niemieckiej Grupy Armii B, wojska 3 GA rozpoczęły działania opóźniające. Pobite nad Sommą oraz Aisne cofały się nad Sekwanę. Część jej 10 Armii, zamknięta nad morzem w Saint-Valery-en-Caux, 12 czerwca złożyła broń. W wyniku szybkiej ofensywy niemieckich zgrupowań pancernych, 3 GA nie zdołała zorganizować nowej linii obronnej nad dolną Sekwaną. Zrezygnowano również z obrony Paryża. 11 czerwca 3 GA otrzymała rozkaz odwrotu po osi: Paryż, Orlean, Vierzon.  16 czerwca, będąc nad Loarą, zagrożona od wschodu nie zdołała przejść do obrony. Wojska 3 GA nie obroniły też reduty bretońskiej. Resztki 3 GA, cofające się na południe Francji, poddały się z chwilą zawieszenia broni i ogólnej kapitulacji.

## Struktura organizacyjna
Stan początkowy:
- 8 Armia
  - 7 Korpus
    - 13 Dywizja Piechoty
    - 27 Dywizja Piechoty

  - 13 Korpus
    - 19 Dywizja Piechoty
    - 54 Dywizja Piechoty
    - 104 Dywizja Piechoty
    - 105 Dywizja Piechoty

  - 44 Korpus
    - 67 Dywizja Piechoty
- 45 Korpus Forteczny
  - 57 Dywizja Piechoty
  - 63 Dywizja Piechoty

Po klęsce w Belgii i Flandrii:
- 6 Armia
- 7 Armia
- 10 Armia